# Radňoves
Radňoves település Csehországban, a Žďár nad Sázavou-i járásban. Radňoves Vratislávka, Strážek, Vidonín, Nová Ves és Heřmanov településekkel határos. Lakosainak száma 101 fő (2024. január 1.).

## Népesség
A település lakosságának változását az alábbi diagram mutatja:
| Lakosok száma | 231  | 196  | 167  | 124  | 122  | 107  | 104  | 98   | 95   | 101  |
|               | 1869 | 1900 | 1921 | 1961 | 1980 | 2011 | 2016 | 2019 | 2021 | 2024 |